# Universele instantiatie
In de predicatenlogica is universele instantiatie (UI) een afleidingsregel die uit een algemene propositie over alle objecten in een bepaald domein een propositie afleidt voor een specifiek object uit dat domein. Deze propositie maakt gebruik van de universele kwantor. Formeel verloopt universele instantiatie als volgt:
{\displaystyle {\frac {\forall x\ P(x)}{P(c_{0})}}}
waarbij c0 een al eerder gebruikte (bekende) constante is. Deze redenatie is geldig aangezien het predicaat P geldt voor alle x dus ook voor een gekozen x, in dit geval de constante c0. Een voorbeeld (waarbij we mensen als domein nemen): "Alle mensen zijn sterfelijk. Dus Jan is sterfelijk":
{\displaystyle {\frac {\forall x\ {\textit {Sterfelijk}}(x)}{{\textit {Sterfelijk}}({\textit {Jan}})}}}
Het is ook mogelijk een variabele in te vullen die niet ergens anders in P(x) is gekwantificeerd: de variabele moet vrij voorkomen in P(x) en mag door het invullen niet gebonden worden. Wanneer men dit wel doet, kan men ongeldige proposities afleiden:
{\displaystyle {\frac {\forall x\exists y\ P(x,y)}{\exists y\ P(y,y)}}}
Deze afleiding is ongeldig want er hoeft geen y te bestaan waarvoor P(y,y) geldt. Voorbeeld: we interpreteren P(x,y) als "y is de moeder van x" dan betekent de propositie P(y,y): "y is de moeder van y" of korter: "y is de moeder van zichzelf", een propositie die niet volgt uit de oorspronkelijke propositie.